# Ахметский муниципалитет
Ахметский муниципалитет (груз. ახმეტის მუნიციპალიტეტი axmet’is municipʼalitʼetʼi) — муниципалитет в Грузии, входящий в состав края Кахетия. Находится на востоке Грузии, на территории исторической области Тушетия и на северо-западе края Кахетия. Административный центр — Ахмета.

## История
До 1930 года территория муниципалитета входила в Тианетский уезд.
С 1930 года — принадлежала Телавскому уезду.
С 1951 года был отделен в виде отдельного района.
С 1963—1964 данная территория повторно была присоединена к Телавскому району.
С 1964 года до 2006 года является отдельным районом.
С 2006 года является муниципалитетом.

## Административное  устройство
Территория муниципалитета разделена на 15 административных единиц. В состав муниципалитета входит 108 населённых пунктов, в том числе 1 город и 107 сёл:
- Административная единица города Ахмета — г. Ахмета, Села: Бугаани, Квемо-Чопчаури
- Административная единица Матани — село Матани
- Административная единица Сакобиано — села: Бакиловани, Дедисперули, Куцахта, Сакобиано, Корети, Кварелцкали, Хевисчала
- Административная единица Дуиси — села: Дуиси, Цинубани;
- Административная единица Джоколо — села: Биркиани, Дзибахеви, Джоколо;
- Административная единица Халацани – села: Думастури, Омало, Земо Халацани, Квемо Халацани, Шуа Халацани;
- Административная единица Земо-Алвани – села: Земо-Алвани, Хорбало;
- Административная единица Квемо-Алвани – села: Бабанеури, Квемо-Алвани;
- Административная единица Маграани – села: Аргохи, Маграани, Пичховани;
- Административная единица Ожио — села: Алаверди, Когото, Ожио;
- Административная единица Земо-Ходашени — села: Ацкури, Ахалдаба, Земо-Ходашени, Чабинаани, Чарекаули, Хвелиандро[груз.], Хорхели;
- Административная единица Кистаури — села: Арашенда, Ахалшени, Ахшани, Ахшнисвелеби, Ингети, Коджори, Осиаури, Сачале, Кистаури;
- Административная единица Касрисцкали — село Касрисцкали;
- Административная единица Тушети — села: Агеурта[англ.], Алисгори, Басо, Бегела, Бигуурта, Бочорна[англ.], Бухурта, Гиреви[груз.], Гогрулта, Гуданта, Дадикурта, Дано, Дартло, Дакиурта, Дикло, Дочу, Этелта, Илиурта, Ипхори, Вакисдзири, Верховани, Вестмо, Вестомта, Ведзисхеви, Тушетис Сабуе, Индурта, Инцухи, Квавло, Коклата, Нацихари, Омало, Орцихе, Жвелурта, Сагирта, Сачигло, Тбатана, Парсма, Кумелаурта, Цокалта, Шенако, Штролта, Чиглаурта, Чиго[груз.], Царо[груз.], Чала, Черо, Чешо, Чонтио, Хахабо, Хисо, Джварбосели, Гхего;
- Административная единица Шахветила — села: Бухреби, Ведзеби, Надукнари, Сабуе, Шахветила, Чачхриала, Чартала, Джабури.

### Список населённых пунктов
| Город/сёла                            | Административных единица | Численность в 2014 году, чел. | Грузины % | в т.ч.: бацбийцы % | Кистинцы (кистины) % | Чеченцы % | Осетины % | Азер- байджан- цы % |
| ------------------------------------- | ------------------------ | ----------------------------- | --------- | ------------------ | -------------------- | --------- | --------- | ------------------- |
| город Ахмета (груз. ახმეტა)           | Ахмета                   | 7105                          | 96,8      |                    | 0,8                  |           | 1,7       |                     |
| Алаверди (груз. ალავერდი)             | Ожио                     | 141                           | 100       |                    |                      |           |           |                     |
| Арашенда (груз. არაშენდა)             | Кистаури                 | 123                           | 87        |                    |                      |           | 13        |                     |
| Аргохи (груз. არგოხი)                 | Маграани                 | 224                           | 46,4      |                    |                      |           | 51,8      |                     |
| Ахалдаба (груз. ახალდაბა)             | Земо-Ходашени            | 11                            | 54,5      |                    |                      |           | 45,5      |                     |
| Ахалшени (груз. ახალშენი)             | Кистаури                 | 337                           | 62,9      |                    |                      |           | 35,6      |                     |
| Ахшани (груз. ახშანი)                 | Кистаури                 | 236                           | 100       |                    |                      |           |           |                     |
| Ахшнисвелеби (груз. ახშნისველები)     | Кистаури                 | 227                           | 71,8      |                    |                      |           | 27,8      |                     |
| Ацкури (груз. აწყური)                 | Земо-Ходашени            | 554                           | 99,3      |                    |                      |           |           |                     |
| Бабанеури (груз. ბაბანეური)           | Квемо-Алвани             | 137                           | 99,3      |                    |                      |           |           |                     |
| Бакиловани (груз. ბაყილოვანი)         | Сакобиано                | 71                            | 100       |                    |                      |           |           |                     |
| Биркиани (груз. ბირკიანი)             | Джоколо                  | 564                           | 5,0       |                    | 92,5                 |           |           |                     |
| Бугаани (груз. ბუღაანი)               | Ахмета                   | 6                             | 100       |                    |                      |           |           |                     |
| Бочорна (груз. ბოჭორნა)               | Тушети                   | 1                             | 100       |                    |                      |           |           |                     |
| Ведзеби (груз. ვეძები)                | Шахветила                | 7                             | 100       |                    |                      |           |           |                     |
| Дзибахеви (груз. ძიბახევი)            | Джоколо                  | 104                           | 6,7       |                    | 91,3                 |           |           |                     |
| Дедисперули (груз. დედისფერული)       | Сакобиано                | 31                            | 96,8      |                    | 3,2                  |           |           |                     |
| Джоколо (груз. ჯოყოლო)                | Джоколо                  | 737                           | 3,8       |                    | 93,6                 |           |           |                     |
| Дуиси (груз. დუისი)                   | Дуиси                    | 2354                          | 4,1       |                    | 93,7                 | 1,6       |           |                     |
| Думастури (груз. დუმასტური)           | Халацани                 | 286                           | 1,7       |                    | 93,0                 |           | 2,8       |                     |
| Земо-Алвани (груз. ზემო ალვანი)       | Земо-Алвани              | 3306                          | 99,2      | 49                 |                      |           |           |                     |
| Земо-Халацани (груз. ზემო ხალაწანი)   | Халацани                 | 89                            | 5,6       |                    | 89,9                 |           |           |                     |
| Земо-Ходашени (груз. ზემო ხოდაშენი)   | Земо-Ходашени            | 868                           | 98,8      |                    |                      |           | 0,9       |                     |
| Касрисцкали (груз. კასრისწყალი)       | Касрисцкали              | 214                           | 49,1      |                    |                      |           |           | 36,4                |
| Квавло (груз. კვავლო)                 | Тушети                   | 1                             | 100       |                    |                      |           |           |                     |
| Кварелцкали (груз. ყვარელწყალი)       | Сакобиано                | 295                           | 60,3      |                    | 27,8                 | 8,5       |           |                     |
| Квемо-Алвани (груз. ქვემო ალვანი)     | Квемо-Алвани             | 2489                          | 99,6      |                    |                      |           |           |                     |
| Квемо-Халацани (груз. ქვემო ხალაწანი) | Халацани                 | 134                           | 6,7       |                    | 81,3                 | 6,0       |           |                     |
| Кистаури (груз. ქისტაური)             | Кистаури                 | 1729                          | 99,1      |                    |                      |           |           |                     |
| Когото (груз. კოღოტო)                 | Ожио                     | 415                           | 99,8      |                    |                      |           |           |                     |
| Коджори (груз. კოჯორი)                | Кистаури                 | 19                            | 73,7      |                    |                      |           | 15,8      |                     |
| Корети (груз. ქორეთი)                 | Сакобиано                | 238                           | 45,4      |                    | 46,6                 |           | 7,1       |                     |
| Куцахта (груз. კუწახტა)               | Сакобиано                | 81                            | 93,8      |                    |                      |           | 3,7       |                     |
| Маграани (груз. მაღრაანი)             | Маграани                 | 411                           | 96,6      |                    |                      |           | 2,4       |                     |
| Матани (груз. მატანი)                 | Матани                   | 4451                          | 99,3      |                    |                      |           |           |                     |
| Надукнари (груз. ნადუქნარი)           | Шахветила                | 12                            | 58,3      |                    |                      |           | 33,3      |                     |
| Ожио (груз. ოჟიო)                     | Ожио                     | 680                           | 98,8      |                    |                      | 0,9       |           |                     |
| Омало (груз. ომალო)                   | Тушети                   | 37                            | 43,2      |                    | 54,1                 | 2,7       |           |                     |
| Омало (груз. ომალო)                   | Халацани                 | 822                           | 4,0       |                    | 94,9                 |           |           |                     |
| Пичховани (груз. ფიჩხოვანი)           | Маграани                 | 286                           | 51,4      |                    |                      |           | 48,3      |                     |
| Сабуе (груз. საბუე)                   | Шахветила                | 13                            | 46,2      |                    | 7,6                  |           | 46,2      |                     |
| Сакобиано (груз. საკობიანო)           | Сакобиано                | 435                           | 98,4      |                    |                      |           | 0,9       |                     |
| Сачале (груз. საჩალე)                 | Кистаури                 | 35                            | 88,6      |                    |                      |           | 11,4      |                     |
| Хвелиандро (груз. ხველიანდრო)         | Земо-Ходашени            | 2                             | 100       |                    |                      |           |           |                     |
| Хевисчала (груз. ხევისჭალა)           | Сакобиано                | 24                            | 100       |                    |                      |           |           |                     |
| Хорбало (груз. ხორბალო)               | Земо-Алвани              | 45                            | 100       |                    |                      |           |           |                     |
| Хорхели (груз. ხორხელი)               | Земо-Ходашени            | 267                           | 100       |                    |                      |           |           |                     |
| Царо (груз. წარო)                     | Тушети                   | 2                             | 100       |                    |                      |           |           |                     |
| Цинубани (груз. წინუბანი)             | Дуиси                    | 336                           | 2,7       |                    | 83,6                 | 11,9      |           |                     |
| Чабинаани (груз. ჩაბინაანი)           | Земо-Ходашени            | 143                           | 93,7      |                    |                      |           | 6,3       |                     |
| Чарекаули (груз. ჩარექაული)           | Земо-Ходашени            | 10                            | 40        |                    |                      |           | 10        |                     |
| Чартала (груз. ჭართალა)               | Шахветила                | 15                            | 100       |                    |                      |           |           |                     |
| Чачхриала (груз. ჩაჩხრიალა)           | Шахветила                | 35                            | 91,4      |                    |                      |           | 8,6       |                     |
| Чиго (груз. ჩიღო)                     | Тушети                   | 2                             | 100       |                    |                      |           |           |                     |
| Шахветила (груз. შახვეტილა)           | Шахветила                | 99                            | 96,0      |                    |                      |           | 3,0       |                     |
| Шенако (груз. შენაქო)                 | Тушети                   | 4                             | 100       |                    |                      |           |           |                     |
| Шуа-Халацани (груз. შუა ხალაწანი)     | Халацани                 | 161                           | 3,1       |                    | 96,3                 |           |           |                     |

## География

Карта Ахметского муниципалитета

С запада муниципалитет граничат Душетский и Тианетский муниципалитеты. С севера граничит Чечня, с востока — Телавский муниципалитет и Дагестанская автономная республика, с юга — Сагареджойский муниципалитет. Муниципалитет географически разделён на две части Главным Кавказским хребтом — северную и южную.
Большинство авторитетных источников, в основном советские, российские и западноевропейские, проводят границу Европа-Азия по Кумо-Манычской впадине и тем самым относят весь Кавказ, в том числе и Грузию, целиком к Азии, однако некоторые западные (в первую очередь американские) источники, полагающие границей Европа-Азия Большой Кавказ, относят территории к северу от этого хребта к Европе, при таком варианте границы северная часть Ахметского муниципалитета, географически располагающаяся севернее Большого Кавказа, может условно относиться к европейской части Грузии.
Площадь Ахметского муниципалитета составляет 2208 км², сельскохозяйственные угодья занимают 80 266 га,  леса занимают 91 200 га земель муниципалитета.
На территории муниципалитета довольно густая гидрологическая сеть. Для административной единицы характерны быстрые горные реки. Реки муниципалитета относятся к бассейнам Тушинской Алазани и Пирикити Алазани.

### Рельеф
Территория Ахметского муниципалитета отличается геоморфологическая контрастность. Большую часть окружают высокие хребты и горы. Сравнительно низкие места встречаются в южной части муниципалитета в качестве Алазанской долины. Главные орографические единицы: Тушинско-Хевсурский Кавказ, участок начала кахетинского Кавказа, и примыкающие к ним разветвления: хребет — Пирикита кеди, Ацунтский хребет, хребет Макратела, Кахетинский хребет, Гомборский хребет, хребет Тбатани, хребет Накерали, хребет Спирози. Сравнительно малые орографические единицы: котловина Тушети, Панкисское ущелье, малая часть Алазанской долины.
Хребет Пирикита-находится в северной части муниципалитета представляет собой разветвление тушинско-хевсурского Кавказа. Разделяет от верхней части бассейнов рек Шароаргуни и Чантингуни реку Андис Коису от правосторонних истоков. С восточной стороны хребет Качи одинаково высок, покрыт современными ледниками. Оледенение гор происходит в большей степени на северных склонах, в частности у истоков реки Шароаргуни. Восточная часть хребта Пирикити выше западной части (если не иметь в виду пирамидообразную гору Тебуло). На хребте находятся вершины гор: Тебуло, дикло, Комито, Дано, Квавло, Чешо, Куркумасцвери, Качу Малая и Шави Квиша (в переводе — «черный песок»).
Перевалы: Тебуло. (соединяет исток реки Алазанская Пирикита с ущельем Тебуло), Качу (соединяет ущелье Пирикита с бассейном реки Шароаргуни), Кериго (ущелье Пирикита соединяет с ущельем Тебуло). Расположены современные ледники: Восточный Дикло и Западный Дикло.
Строение хребта Пирикити состоит из глиняного песчаника нижне-юрского периода, который легко истощается, ломается, и производит в зоне склона и ниже большие камневые разрушения, последние, в свою очередь, создают лондарные и моревические кучи.
В северной части муниципалитета — хребет Ацунти. Является северным разветвлением Тушинско-хевсурского Кавказа. Является хребтом меридионального направления, соединяющий гору Борбало с массивом Тебуло. В северной части хребта Ацунти находятся современные ледники(среди них ледник Ацунта). Возвышается ледник Амга (3840 м), соединяющий Тушети и Хевсурети.
Продолжением хребта Ацунти представляет хребет Макратела, представляющий собой водно разделяющим рек Пирикита Алазани и Тушетис Алазани, на нем расположены вершины: Цива (3362 м), Макратела (3106м), гора Самрули, (3482 м). Хребет Макратела имеет юго-восточное направление, заканчивается горным плато Омало. Современное оледенение хребта Макратела отличается небольшой мощностью, соединяется с северными склонами массива горы Самрули.
Кахетинский хребет представляет собой южное разветвление главного Кавказского хребта. Отделяется от Картлийского хребта около вершины Усахело, высота которого 3279 м, и направляется к юго-западу. В стороне запада возвышаются горы: Диди Велеви, Мухати, Дамасти, Бушатисмагали, Гареджа (последние две горы расположены на границе Ахметского и Тианетского муниципалитетов. Из перечисленных гор самые высокие Гареджа (2496м) и является самым высоким пунктом Кахетии.
Значительной орографической единицей является южное разветвление Кахетинского Кавказа — Сперозский хребет. Отделяет реки Алазани и Самкурисцкали. Самая высокая местность вершина Кочара (3111 м). В геологическом строении хребта Спирози составляют глиняный песчаник нижне юрского периода, аспидные глиняные песчаники, аркозовые линзы. Склоны крутые, усеяна узкими ущельями (хеви), встречаются ледниковые формы.
Из отрицательных форм рельефа выделяют котловину Тушетии Панкисское ущелье. На юге муниципалитета развернута Алазанская долина, ширина ее в данной местности составляет 5—11 км, (самая наименьшая ширина) Алазанской долины).

### Климат
В пониженной земной зоне муниципалитета умеренно влажный климат с жарким летом и умеренно холодной зимой. Абсолютный максимум температуры, количество осадков 770—820 мм в год.
На высоте от 700 м до 1200 м над уровнем моря  преобладает умеренно влажный климат, средняя температура воздуха в январе -3 °С, в июле 22 °С, абсолютный максимум 36°С, абсолютный минимум -26 °С. Число осадков  1200—200 мм в году. На высоте 1200—200 м над уровнем моря стоит влажный климат с холодной зимой и прохладным летом. Средняя температура в июле 19 °С, число осадков 1500—1700 мм в год.
В самом городе Ахмета стоит умеренно влажный климат. Средняя годовая температура — 11,6 °С, число осадков — 820 мм в году.

## Население
По состоянию на 1 января 2021 года число жителей Ахметского муниципалитета составляло 28.9 тысяч жителей. Из них в поселениях городского типа проживает 6.4 тыс., а число жителей в поселениях сельского типа составляет 22.5 тыс. человек.
По данным всеобщей переписи населения 2014 года по половым признакам деление таково: в городских поселениях живет 3480 мужчин, в сельских — 12 152.
В городских поселениях число проживающих женщин составляет 3625, в сельских живёт 12 204 женщины.
| Грузины              | 31 237 | 75,02 %  |
| в том числе Бацбийцы | 2500   | 6,00 %   |
| Чеченцы (кистинцы)   | 6928   | 16,64 %  |
| Осетины              | 1961   | 2,71 %   |
| Азербайджанцы        | 152    | 0,37 %   |
| Русские              | 134    | 0,32 %   |
| Армяне               | 100    | 0,24 %   |
| всего                | 41 641 | 100,00 % |

| Грузины            | 24 852 | 78,99 %  |
| Чеченцы (кистинцы) | 5471   | 17,39 %  |
| Осетины            | 696    | 2,21 %   |
| Азербайджанцы      | 91     | 0,29 %   |
| Русские            | 63     | 0,2 %    |
| Армяне             | 54     | 0,17 %   |
| другие             | 234    | 0,75 %   |
| всего              | 31 461 | 100,00 % |

Абсолютное большинство населения муниципалитета составляют грузины (кахетинцы, тушины, картлийцы) — 75,02 %, в том числе бацбийцы — 6,0 %, без учёта которых доля грузин составляет около 69 %.
Примерно половину населения села Земо-Алвани (всего 4986 человек по переписи 2002 года) составляют православные бацбийцы (цова-тушины) (один из нахских народов), в 1820-х годах переселившиеся из четырёх сёл в горной долине Цовата в Тушетии. Остальную половину составляют собственно тушины, которые также живут в Квемо-Алвани. И те, и другие официально считаются грузинами, сами бацбийцы уже большей частью перешли на грузинский язык, поэтому определить точную их численность трудно.
Основная часть первого по численности национального меньшинства муниципалитета — кистинов (16,6 %, или 6,9 тыс. чел., включая около 1 тыс. (2,4 %) чеченцев, переселившихся из Чечни в 1990-е — 2000-е годы, и более 5,9 тыс. кистинов — потомков чеченцев, поселившихся здесь в XIX веке) — проживает в Панкисском ущелье. По данным переписи 2002 года кистины составляют абсолютное большинство в следующих (включая бывших до 1990-х осетинских) сёлах: Омало (97 % — кистины), Шуа-Халацани (96 %), Биркиани (93 %), Джоколо (92 %, в том числе 79 % — кистины	и 13 % — чеченцы), Дуиси (97 %, в том числе 78 % — кистины и 19 % — чеченцы), Цинубани (93 %, в том числе 77 % — кистины и 16 % — чеченцы), Квемо-Халацани (75 %), Земо-Халацани (71 %).
Основная часть второго по численности национального меньшинства муниципалитета — осетин (2,7 % или около 2,0 тыс. чел.) — расселена на юго-западе, юго-востоке муниципалитета и на юге Панкисского ущелья наряду с кистинами. По данным переписи 2002 года осетины составили абсолютное большинство лишь в 13 сёлах муниципалитета. Из них в Панкисском ущелье это Корети (92 % осетин из 125 жителей) и Думастури (55 % осетин и 29 % кистин из 321 жителя). На юго-востоке муниципалитета это Осиаури (88 % осетин из 8 жит.), Ахалшени (83 % из 351 жит.), Чарекаули (80 % из 15 жит.), Арашенда (74 % из 180 жит.), Коджори (68 % из 38 жит.), Ахалдаба (62 % из 26 жит.), Ахшнисвелеби (61 % из 209 жит.), а также северо-восточнее от города Ахмета — это села Аргохи (92 % осетин из 329 жителей) и Пичховани (89 % из 300 жит.). К юго-западу от города Ахмета — это сёла Сабуе (88 % из 24 жит.) и Надукнари (60 % из 25 жит.). Часть сёл, ранее бывших (до 1990-х гг.) преимущественно осетинскими, стали в настоящее время преимущественно кистинскими (чеченскими) или др.

## Образование
В муниципалитете 24 общеобразовательных школ, 37 детских садов и яслей, функционирует один колледж. В детских садах числится 1547 детей дошкольного возраста.
В Ахметском муниципалитете работает 8 библиотек. В них хранятся 133 688 книг. По инициативе Грузинской  национальной библиотеки идет работа над созданием электронной библиотеки.

## Культура
В Ахметском муниципалитете функционирует 3 музея. (Музей имени Рафиэла Эристави, в селе Алвани-Ахметский краеведчкский музей,и Панкисский этнографический музей).   Художественно-познавательная школа для школьников и молодежи имени Бесик Мамиаури, объединение музыкальных школ, филиалы которого находятся в селах Матани, Дуиси, Земо Алвани, и Квемо Алвани.  Центр культуры,  куда входят 10 сельских домов культуры.

### Фестивали и народные праздники
Каждый год в Ахметском муниципалитете проводятся фестивали и народные праздники.
| Название                                         | Дата                             | Описание |
| ------------------------------------------------ | -------------------------------- | --- |
| «Бидзинаоба»                                     | 1 октября                        | 1-го октября отмечают день рождения и памяти национального героя Грузии, святого мученика Бидзины Чолокашвили. |
| «Тушетоба»                                       | август                           | Народный праздник «Тушетоба» был основан в 70-х годах XX века. Идея праздника связана с работой пастуха-тушинца, отражает отношение народа к его образу жизни. Празднуют в августе, когда подходит к концу один из летних этапов работы пастухов и начинается подготовка к зимнему периоду.                           |
| «Зезваоба»                                       | последнее воскресенье мая месяца | Отмечается праздник «Зезваоба» в последнее воскресенье мая, в селе Квемо Алвани. В нем принимает участие все село. В рамках праздника проводится выставка-продажа ковров. |
| «Алавердоба»                                     | 28 сентября                      | 28 сентября в монастыре Алаверди отмечается день памяти одного из ассирийских отцов — святителя Иосифа Алавердского. В Алавердском храме Георгия Победоносца в этот день и всю ночь проводится молебен, со всех краев Грузии приезжают верующие молиться.                                                             |
| Чтение стихов – фестиваль Капиаоба в ущелье Илто | Mай                              | С 2015 года в селе Чартала Ахметского муниципалитет, в ущелье Илто проводится фестиваль поэзии «Лексоба-Капиаоба у берега Илто». Участниками фестиваля являются чтецы стихов, поэты, певцы, фольклорные ансамбли. Цель фестиваля популяризация народной традиции - чтения стихов-капиаоба. Проводится ежегодно в мае. |
| «Какуцаоба»                                      | 14 июля                          | Этот праздник связан с уроженцем села Матани, народным героем Грузии Каихосро (Какуца) Чолокашвили. Традиционно отмечают 14 июля, в День рождения Какуцы. |
| «Кеиноба»                                        | первый день великого поста       | «Кеиноба» празднуют в первый день великого поста, но он не связан с православием. Праздник берет начало с языческих времен и до XX века «Кеиноба» отмечали во всей Грузии. Ныне празднуют только в селе Матани. Это своего рода театральное зрелище, в котором принимают участие многие жители.                       |

## Спорт
В ахметском муниципалитете функционируют три спортивные школы – ахметская спортивная школа «Бахтриони»; спортивно-образовательное заведение ахметская «Комплексная спортивная школа»; ахметская спортивная школа дзюдо имени Зураба Звиадаури.
В школах имеются секции: дзюдо, вольной и греко-римской борьбы, футбола, баскетбола, легкой атлетики, тенниса, кинг бокса, регби. Здесь занимаются спортом до 700 детей и подростков. Ежегодно в Ахметском муниципалитете проводятся спортивные соревнования и турниры. В муниципалитете при «Комплексной спортивной школе» создан клуб верховой езды, на этой базе тренируются 35—40 наездников.

## Туризм
В Ахметском муниципалитете создан специальный отдел по развитию туризма, внешних связей и международных проектов. Работники отдела предоставляют информацию о туристической инфраструктуре, туристических местах, туристических программах, транспорте, природных памятниках, охраняемых территориях, архитектурных и археологических памятниках, культурных мероприятиях, фестивалях, народных праздниках, и др.
В Ахметском муниципалитете  развиты следующие виды туризма:
- Пеший туризм;
- Конный туризм;
- Экотуризм;
- Агротуризм.

### Тушети — туристический центр Ахметского муниципалитета
Тушети находится на стороне  главного Кавказского хребта, на его северном склоне. Тушети внесен в поисковый список всемирного наследия ЮНЕСКО.

## Экономика
Местная экономика Ахметского муниципалитета представлена в основном отраслями сельского хозяйства, перерабатывающего производства, туризмом, сферами обслуживания и торговли. По данным национальной службы статистики Грузии к 1 мая 2019 года на территории Ахметского муниципалитета функционирует зарегистрированных 3626 предприятий; по квалификации из них 5 – крупных, 30 - средних и 448 – малых предприятий.
В муниципалитете 9 винных погребов семейного типа.
Самая высокая занятость в секторе обслуживания и торговли. Обслуживания гостиничного типа осуществляют около 83 объекта.
Сельскохозяйственная отрасль представлена 13 малыми предприятиями и 19 кооперативами. В производственной отрасли имеется 34 малых, 3-средних и одно крупное производство, в число которых входят винные заводы, производство строительных материалов и деревоперерабатывающее производство и мебели.

## Достопримечательности

### Бахтрионис цихе — Бахтрионская крепость
Бахтрионис цихе — крепость феодальных времен находится в Кахетии, в Ахметском муниципалитете, недалеко от города Ахмета, с юго-восточной стороны села Хорбало, на левом берегу реки Алазани, неподалёку от притока Илто. Крепость была построена в конце 50-х годов, в XVII веке по приказу иранского шаха-Абасса II.

### Кветера
Исторический город — крепость, находится на правом берегу реки Илто. На левой стороне Ахмета-Тианетской магистрали, в 12-ти километрах от Ахмета. В комплекс города-крепости входят: внутренняя крепость, нижняя крепость, крепостная ограда, дворец, зальная церковь, и главная достопримечательность — крестово-купольный храм.

### Монастырь Алаверди
Монастырь был сооружен одним из ассирийских отцов - Иосифом Алавердским. В начале XI века кахетинский царь Квирике на месте маленькой церкви Георгия Победоносца построил кафедральный собор, который известен под именем «Алаверди».

### Матнис Цхракара (девятивратная)
Монастырский комплекс находится в западной части села Матани, в Ахметском муниципалитете. По приказу президента Грузии от 7 ноября 2006 года присвоена категория недвижимого культурного наследия национального значения.

### Дворцовый комплекс Цхракара
Останки комплекса царского дворца царя Левана (1520-1574) находятся в Ахметском муниципалитете над Алазанской долиной, в предгорье Кавказа, между селами Квемо Алвани и Земо Алвани.

## Знаменитые горожане
| Фото | имя и фамилия      | Годы      | Описание                                                      |
| ---- | ------------------ | --------- | ------------------------------------------------------------- |
|      | Рафаэл Эристави    | 1824—1901 | Грузинский поэт, переводчик, этнограф и собиратель фольклора. |
|      | Какуца Чолокашвили | 1888—1930 | Грузинский военный деятель, национальный герой Грузии.        |
|      | Зураб Звиадаури    | 1981—     | Грузинский дзюдоист, олимпийский чемпион.                     |
|      | Гиорги Анцухелидзе | 1984—2008 | Военнослужащий, Народный герой Грузии.                        |
|      | Звиад Гогочури     | 1986—     | Грузинский дзюдоист, паралимпийский чемпион.                  |

## Побратимые города
| город                  | государство | Регион/район/округ | площадь    | Количество жителей | Почтовый код | Веб-стр. |
| ---------------------- | ----------- | ------------------ | ---------- | ------------------ | ------------ | -------- |
| Белгород- Днестровский | Украина     | Одесская область   | 31 км²     | 50 500             | 67 700       |          |
| Паневежис              | Литва       | Паневежский район  | 52 км²     | 114 582            | 35001        |          |
| Клайпеда               | Литва       | Клайпедский уезд   | 98 км²     | 161 300            | LT-91001     |          |
| -                      | Молдова     | Яловенский район   | 783.49 км² | 93 154             | 6817         |          |